# Piana costiera

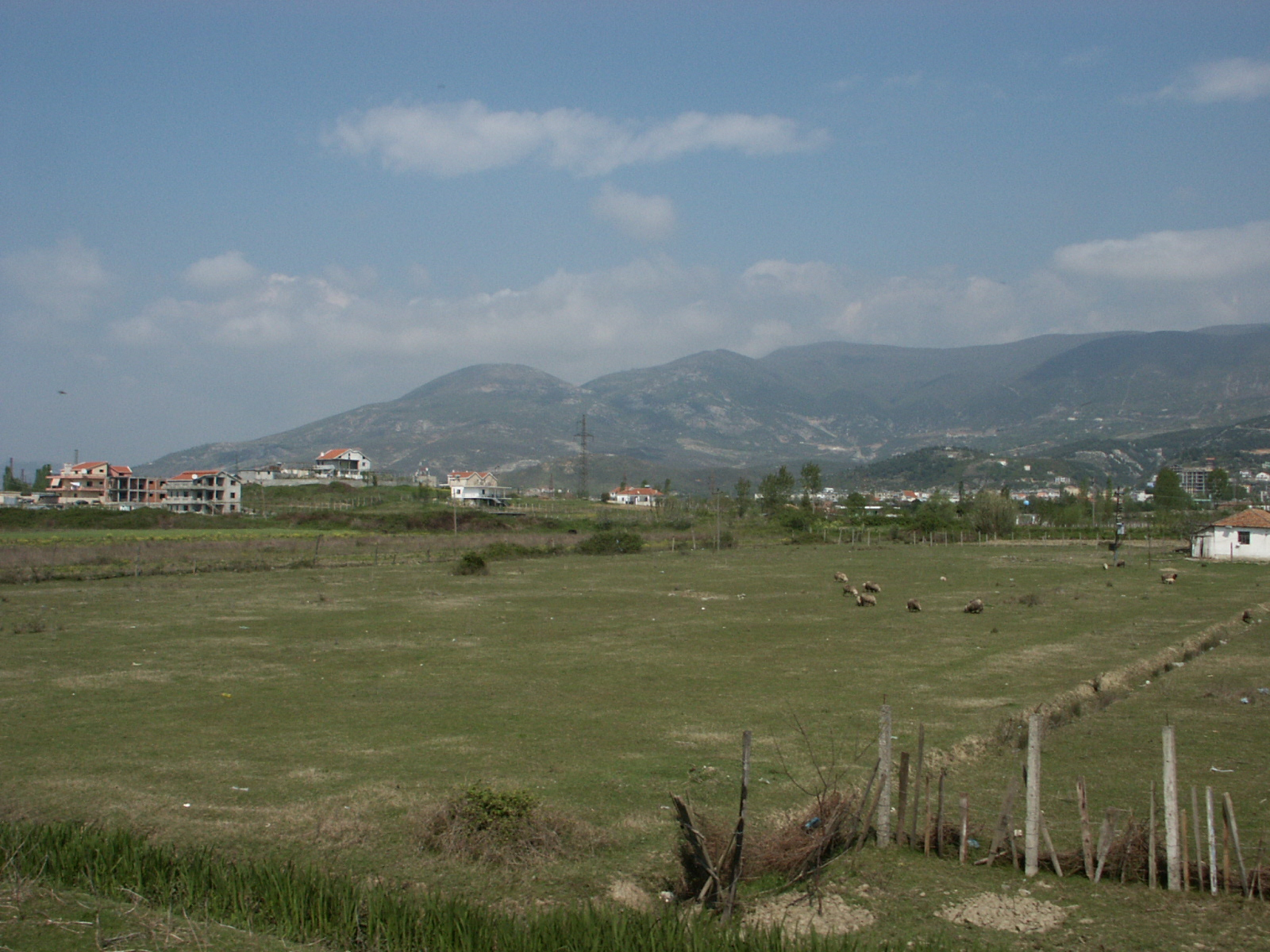
Piana costiera in Albania

Nella terminologia geomorfologica, una piana costiera o piana litorale è un'area di terreno piatto e posto a bassa altitudine, adiacente a una costa marina (includendo anche i mari interni). La piana costiera si prolunga spesso entro il mare come piattaforma continentale.
Da un punto di vista geologico, la piana costiera è un prolungamento del continente e frequentemente è il risultato della sedimentazione dei detriti alluvionali di origine fluviale.
Una delle più vaste piane costiere è situata nella parte orientale del Sudamerica, attorno al Rio della Plata.
Negli Stati Uniti, il termine si applica alla piattaforma continentale primitiva che diede luogo alle vaste piane litorali dell'Oceano Atlantico e del golfo del Messico, successivamente emerse e sprofondate in differenti periodi di trasgressione e regressione marina durante il Mesozoico, come è evidenziato dai depositi sedimentari che le compongono. 
La piana costiera del Golfo si estende verso nord per una distanza complessiva di circa 800 km a partire dal Golfo del Messico, lungo il corso del fiume Mississippi e fino al fiume Ohio.
Durante il Cretaceo, l'area centrale degli Stati Uniti era ricoperta dal poco profondo Mare interno occidentale, che scomparve poi in seguito al sollevamento del terreno. Il ritrovamento di fossili di grandi uccelli acquatici come Hesperornis e Ichthyornis, indicano che l'area era ricca di pesci.